# شاورمر
شاورمر سلسلة مطاعم سعودية مملوكة لشركة الأغذية المبتكرة.

## التأسيس والتاريخ
أسست من قبل عبد المحسن الربيعة وأحمد الرشيد في عام 1999 تم افتتاح أول فرع لشاورمر في الرياض بمجمع راكا وتوسع بفتح مطاعم أخرى بالرياض.
في عام 2019م احتفلت شاورمر بالذكرى العشرين لتأسيسها بإطلاق حملة «المسؤولية الاجتماعية «احفظها» للحد من مشكلة تفاقم هدر الطعام.

## الفروع
انطلقت شاورمر كبديل عصري لسندويش الشرقي «الشاورما»، ومنذ تأسيسها توسعت مطاعم شاورمر إلى أكثر من 160 فرع في 17 مدينة سعودية، إلى أن أصبحت من إحدى أكبر سلسلة مطاعم في السعودية وواحدة من أكبر 100 علامة تجارية في السعودية.

## إنجازات
- 2019: جائزة رواد التسويق في مسارين أفضل إعلان، واليوم الوطني.[4]
- 2017: جائزة رواد التسويق
- 2016: جائزة جريدة الوطن 100 Saudi brand
- 2013: انديفور السعودية اختارت الرئيس التنفيذي لشاورمر كأكثر رواد الأعمال تأثيراً لما أنجزه مع شاورمر.
- 2013: صُنف الرئيس التنفيذي لشاورمر من قبل فوربس، بالمركز ثالث كأكثر رواد الأعمال إبداعاً لما أنجزه مع شاورمر[5]
- 2010: صنفت كواحدة من أسرع 100 شركة سعودية نمواً.
- 2009: صنفت كواحدة من أسرع 100 شركة سعودية نمواً.

## خط الزمني
- 1999: تأسيس شاورمر وافتتاح أول فرع في الرياض. صورة لأول فرع شاورمر

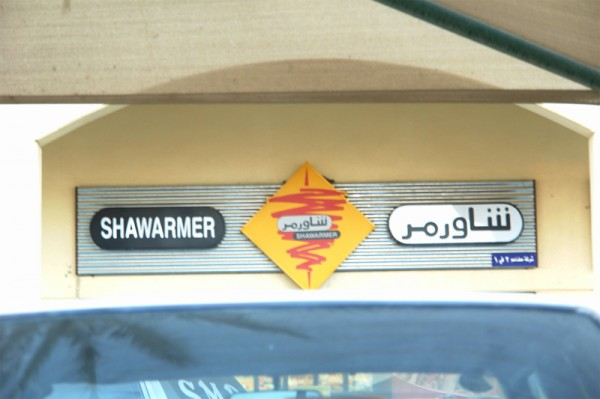
صورة لأول فرع شاورمر

- 2005: إنجاز الهدف التوسعي 12 فرع، افتتاح أول فرع غير تقليدي.
- 2008: أول توسع في السعودية خارج مدينتي الرياض وجدة.إعادة بناء هوية وعلامة شاورمر التجارية، وإعادة هندسة قائمة الطعام.
- 2011: إنجاز الهدف التوسعي 20 فرع.البدء في إعطاء حق الوكالة (حق الامتياز) في ينبع والخبر.تغيير قائمة الطعام. بدأ التفاعل مع العملاء والتركيز على التواصل معهم وإرضائهم من خلال شبكات التواصل الاجتماعي.[6]

## فروع
- الرياض
- الخرج
- جدة
- المدينةالمنورة
- الدمام
- ينبع
- الخبر
- الجبيل
- حائل
- بريدة
- عنيزة
- الرس
- ابها
- المجمعة
- الأحساء
- خميس مشيط
- الطائف
- مكة المكرمة
- شقراء
- حفر الباطن
- تبوك
- جيزان
- الدوادمي
- عرعر
- رأس تنورة
- نجران